# Renée Victor
Renée Victor (San Antonio, Texas, Estados Unidos; 25 de julio de 1938 - Los Ángeles, California, 30 de mayo de 2025) fue una actriz y coreógrafa estadounidense, más conocida por su papel como Lupita en la serie de televisión Weeds y por darle voz a la abuelita Elena en la película animada Coco.

## Biografía
Era hija de padre italiano y madre estadounidense de origen mexicano.
Empezó su carrera profesional cuando actuó en la ópera Carmen a los 10 años. Proporcionó actuación de voz para el videojuego de 2011 The Elder Scrolls V: Skyrim. Su trabajo anterior fue un papel recurrente en la serie ER desde 2004. En 2010, fue invitada para un episodio de Childrens Hospital. 
Antes de empezar su carrera actoral, era coreógrafa.

## Filmografía
- Scarecrow and Mrs. King (1985)
- Hotel (1983-1985)
- George Burns Comedy Week (1985)
- Matlock (1987)
- Salsa (1988)
- The Doctor (1991)
- Bob (1993)
- Steal Big Steal Little (1995)
- The Parent Hood (1996)
- Men Behaving Badly (1996)
- Time Well Spent (1996)
- The Apostle (1997)
- The Tony Danza Show (1997)
- Four Corners (1998)
- The Wonderful Ice Cream Suit (1998)
- Team Knight Rider (1998)
- My Brother the Pig (1999)
- A Family in Crisis: The Elian Gonzales Story (2000)
- That's Life (2000)
- Strong Medicine (2001)
- Never Trust a Serial Killer (2002)
- Assassination Tango (2002)
- Mister Sterling (2003)
- The Ortegas (2003)
- Prospect (2004)
- ER (2004)
- Island Prey (2005)
- Hot Tamale (2006)
- All You've Got (2006)
- Hollywood Familia (2006)
- Women's Murder Club (2007)
- Moe (2008)
- Confessions of a Shopaholic (2009)
- House of Payne (2008-2009)
- Stuntmen (2009)
- Childrens Hospital (2010)
- Boyle Heights (2010)
- Wake (2011)
- Weeds (2005-2012)
- Paranormal Activity: The Marked Ones (2014) como Irma Arista
- Saint George (2014)
- Major Crimes (2014)
- Witches of East End (2014)
- Coco (2017) (Voz de Abuelita)
- Víctor y Valentino (2020) (Voz de Delores del Monte)
- Muertos para mí (2020-2022) como Florencia «Flo» Gutierrez